# 진우촌
진우촌(秦雨村, 1904년 7월 22일  ~ ?)은 일제강점기와 대한민국의 작가이자 연극인이다. 희곡 작가로 가장 널리 알려졌으나, 시와 소설, 동화도 창작했다. 본명은 진종혁(秦宗爀)이다.

## 생애
인천에서 유년 시절을 보내고 인천을 중심으로 활동하였으나, 출생지가 인천인지 여부는 확정되지 않았다.
1918년에 경성부 배재학당의 4년제 본과에 입학하여 1922년 졸업했다. 졸업 이듬해인 1923년에 인천에 거주하는 배재학당 학생 모임인 인배회가 결성되었다. 기차로 통학하는 학생들이 자연스럽게 친목 모임을 꾸린 것이 인배회로 발전한 것이다.
인배회 구성원들은 인천 지역의 문화 운동을 주도하였으며, 진우촌도 인배회에 가담하였다. 인배회 외에도 1923년 결성된 제물포청년회에 속하고, 노동단체인 인천소성노동회에 참여하는 등 활발한 활동을 벌였다. 1925년에는 조선프롤레타리아예술가동맹 노선을 따르는 프로 문학 단체 인천유성회를 조직하였다. 인천 최초의 문예지 《습작시대》의 편집 및 발행도 맡았다.
1923년 5월에 《동아일보》 일천호 기념 작품 공모에서 〈개혁〉이 당선되면서 문단에 등단하였다. 그러나 등단 후 동화와 시를 발표하며 활발하게 활동하던 진우촌은 1929년부터 근 10년 동안 활동을 중지하였다. 이 시기의 행적은 알 수 없으며, 1938년에 연극계에 복귀하여 다시 활동을 재개하였다. 일제 강점기 말기에 동양극장과 현대극장에서 연극 작품을 발표하였고, 태평양 전쟁 종전 후에는 극예술협회에 가담하였다.
작품으로 《암탉》, 《두뇌수술》, 《춘향전》(각색), 《피를 파는 사람들》등이 있다. 사실주의 경향이 주를 이루었던 동시대 작가들과 달리 독특한 낭만적 작품 세계를 구축하며 한국 전쟁 전까지 활발한 활동을 보여주었으나, 전쟁 중 행방불명되어 행적을 알 수 없다.

## 참고자료
- 김신태 (2005년 11월 10일). “[인천인물100人·33] 극작가 진우촌 - 근대 향토문화 '씨를 뿌리다”. 경인일보. 2008년 8월 29일에 확인함. |제목=에 지움 문자가 있음(위치 1) (도움말)